# Mikkel Hansen
Mikkel Hansen (Helsingør,  22. listopada 1987.), rukometaš danske reprezentacije i rukometnog kluba Aalborg. Smatra se jednim od najtalentiranijih danskih rukometaša. Prije nego što je prešao u Barcelonu igrao je za danski tim GOG Svendborg TGI s kojima je bio danski prvak 2007. Poslije dvije godine u Španjolskoj vraća se i počinje igrati za AG København. Na Olimpijskim igrama 2008. bio je zvijezda danske reprezentacije postigavši zgoditak u posljednjim trenutcima utakmice protiv Rusije tako da je rezultat na kraju bio 25:24 za Dansku.
Za dansku reprezentaciju prvi put je zaigrao 5. lipnja 2007. godine.2011 godine po IHF proglašen je najboljim rukometašem na svijetu.

## Karijera
Njegov otac Flemming Hansen je igrao za dansku rukometnu reprezentaciju, gdje je odigrao 120 utakmica za reprezentaciju, zabio 240 golova i sudjelovao je na Olimpijskim igrama 1984.
S Danskom je 2013. godine osvojio srebro na svjetskom prvenstvu u Španjolskoj. Španjolska je u finalu doslovno ponizila Dansku pobijedivši s 35:19. Nikada nijedna momčad nije izgubila s toliko razlikom kao Danci čime je stvoren novi rekord u povijesti finala svjetskog rukometnog prvenstva.
Od posljednjih većih reprezentativnih uspjeha izdvajaju se osvajanje olimpijskog zlata u Riju 2016 te svjetskog naslova 2019. gdje je Danska bila jedan od suorganizatora.